# DSLWP-A
DSLWP-A, Longjiang-1, LO-93 oder Lunar OSCAR 93 ist ein chinesischer Forschungssatellit für niederfrequente Radioastronomie und ein Amateurfunksatellit. Er wurde von der Chinesischen Akademie für Weltraumtechnologie gemeinsam mit der Polytechnischen Universität Harbin (HIT) entwickelt und gebaut.

## Aufbau

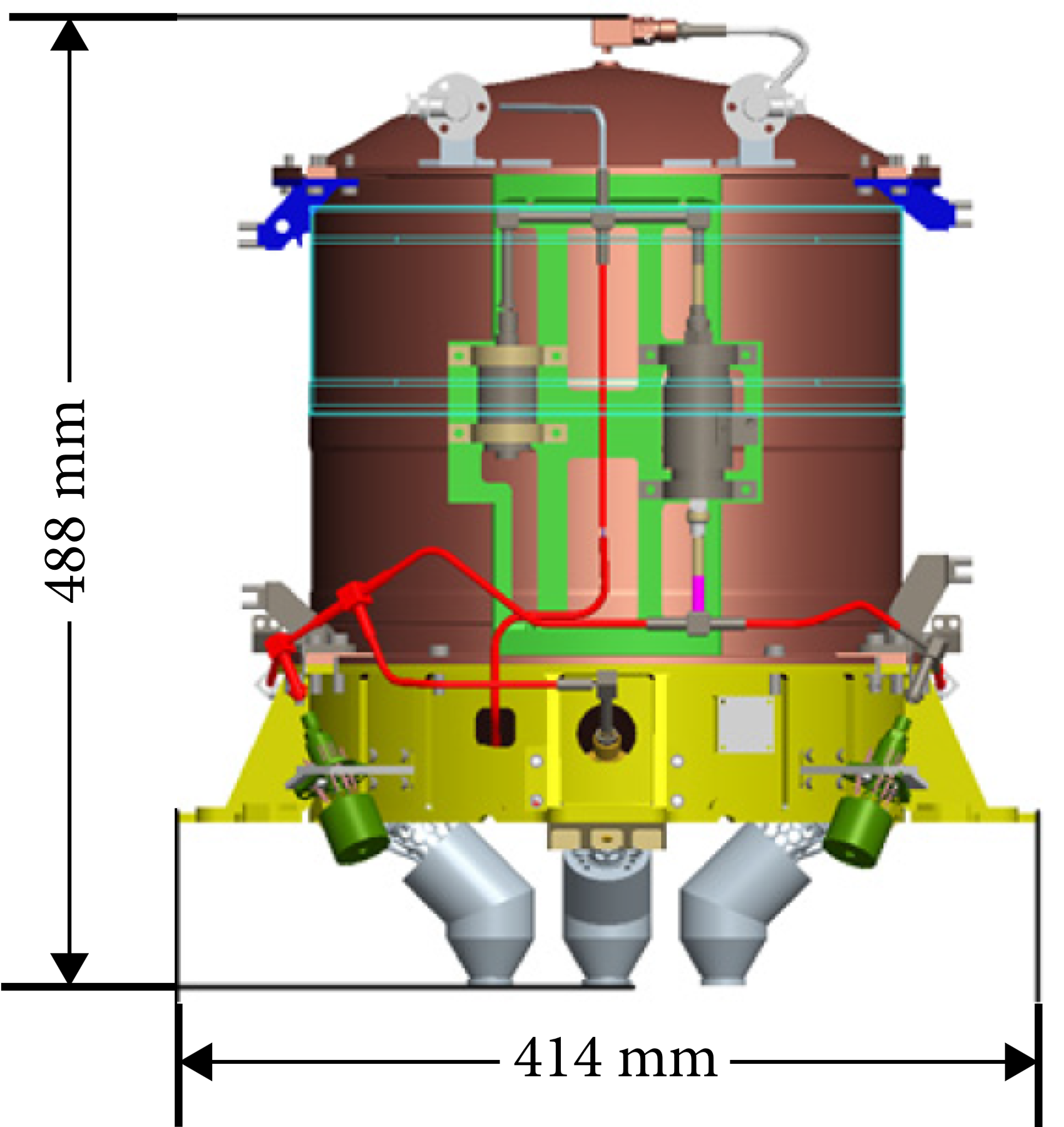
Antriebssystem

Der Satellitenbus war bei DSLWP-A und DSLWP-B identisch. Es handelte sich um eine Sonderanfertigung der Chinesischen Akademie für Weltraumtechnologie (CAST), bei der das feststehende Solarmodul und die Nutzlasten rund um ein vom Institut 502 der CAST entwickeltes, zylinderförmiges Antriebssystem gruppiert waren. Im Tank des insgesamt 47 kg schweren Satelliten wurden 16 kg des monergolen Treibstoffs Hydrazin mitgeführt (das Antriebssystem an sich besaß eine Trockenmasse von 7,1 kg). DSLWP-B besaß vier Bahnkorrekturtriebwerke von 5 N und vier Lageregelungstriebwerke von 0,2 N Schubkraft.
Die Hauptnutzlast des Satelliten war ein vom Nationalen Zentrum für Weltraumwissenschaften der Chinesischen Akademie der Wissenschaften entwickelter und gebauter Langwellendetektor mit zwei, auf der Ober- bzw. Unterseite des Satelliten seitlich neben dem fassförmigen Antriebssystem angeordneten Tripolantennen, ähnlich derjenigen auf der Rückseite des Relaissatelliten, dazu noch die aus Gewichtsersparnisgründen sehr einfach Elektronik für die Zwischenspeicherung der Daten und eine kleine Parabolantenne für die Übertragung besagter Daten an die hierfür eingeteilten Bodenstationen der Akademie der Wissenschaften in Kunming und Miyun bei Peking. Der UHF-Sender für die Funkamateure hatte eine Leistung von 33 dBm (2 W). Zwei Antennen linearer Polarisation waren 90° versetzt und senkrecht zur Flugrichtung angebracht. Der Satellit war dreiachsig stabilisiert.

## Missionsverlauf
Der Satellit wurde am 20. Mai 2018 um 21:25 Uhr UTC mit einer Trägerrakete vom Typ Langer Marsch 4C zusammen mit der Hauptnutzlast, dem Relaissatelliten Elsternbrücke, und seinem Zwillingssatelliten DSLWP-B vom Kosmodrom Xichang in China gestartet. Nachdem sich zuerst der Relaissatellit von der Trägerrakete gelöst und die Reise zum Mond angetreten hatte, trennten sich einer nach dem anderen auch die beiden Mikrosatelliten von der Rakete und schwenkten in einen langgestreckten Transferorbit von 203 × 388.650 km ein.
Am 21. Mai 2018 um 19:54 Uhr UTC führte DSLWP-A mit seinen vier 5-N-Triebwerken ein erstes Bahnkorrekturmanöver durch. Einen Tag später sollte ein weiteres Bahnkorrekturmanöver erfolgen, dies funktionierte jedoch nicht und der Satellit flog am Mond vorbei.

## Frequenzen
- 435,425 MHz – Downlink 250/500 bps – GMSK/JT4G
- 436,425 MHz – Downlink 250/500 bps – GMSK/JT4G
- 2,22281 GHz – Downlink 250/500 bps – GMSK/JT4G